# Mariko Daouda
Mariko Daouda, (n. 13 noiembrie 1981, Abidjan, Coasta de Fildeș), este un fotbalist ivorian care evoluează pentru echipa de fotbal Dacia Mioveni ca fundaș.